# Problemdomäne
Unter einer Problemdomäne (auch Anwendungsdomäne) versteht man im Systems Engineering und insbesondere in der Softwaretechnik ein abgrenzbares Problemfeld oder einen bestimmten Einsatzbereich für Computersysteme oder Software.
Problemdomänen stellen typischerweise sehr spezielle Anforderungen an ein technisches System, welches zur Simulation oder auch Bewältigung der domänenspezifischen Aufgaben und Probleme eingesetzt werden soll. Diese Anforderungen fließen insbesondere im Rahmen der Anforderungsanalyse, die einer Systementwicklung vorausgeht, und während des Entwurfs des Systems in den Entwicklungsprozess ein und bestimmen maßgeblich die Modellbildung oder auch Modellierung, die der späteren Realisierung zu Grunde liegt. Dies wird u. a. im Prozessmanagement zur Gliederung der Aufbauorganisation angewendet.
Der Begriff wird häufig dann eingesetzt, wenn es für den betreffenden Einsatzbereich viele ähnliche Systeme gibt, die allesamt die Anforderungen der Domäne umsetzen müssen. Problemdomänen eignen sich daher gut für die Wiederverwendung von Architekturen und Komponenten eines Systems.